# Молодіжний чемпіонат Європи з футболу 2013
Чемпіонат Європи з футболу 2013 серед молодіжних команд — міжнародний футбольний турнір під егідою УЄФА серед молодіжних збірних команд країн зони УЄФА. Переможцем турніру стала молодіжна збірна команда Іспанії, яка у фіналі перемогла молодіжну збірну Італії 4:2.

## Кваліфікація
Кваліфікаційний турнір пройшов з 25 березня 2011 по 10 вересня 2012 у десяти групах. У плей-оф чотирнадцять збірних розіграли сім путівок до фінального турніру.

### Плей-оф
Матчі пройшли 11 та 12 жовтня, матчі-відповіді 15 та 16 жовтня 2012.
| Команда 1  | Заг.  | Команда 2  | 1-й матч | 2-й матч |
| ---------- | ----- | ---------- | -------- | -------- |
| Іспанія    | 8 – 1 | Данія      | 5 – 0    | 3 – 1    |
| Італія     | 4 – 2 | Швеція     | 1 – 0    | 3 – 2    |
| Чехія      | 2 – 4 | Росія      | 0 – 2    | 2 – 2    |
| Словаччина | 0 – 4 | Нідерланди | 0 – 2    | 0 – 2    |
| Німеччина  | 4 – 2 | Швейцарія  | 1 – 1    | 3 – 1    |
| Англія     | 2 – 0 | Сербія     | 1 – 0    | 1 – 0    |
| Франція    | 4 – 5 | Норвегія   | 1 – 0    | 3 – 5    |

## Учасники
- Англія
- Німеччина
- Ізраїль (господар)
- Італія
- Нідерланди
- Норвегія
- Росія
- Іспанія

## Міста та стадіони
| Єрусалим          | Нетанья           | Петах-Тіква       | Тель-Авів         |
| ----------------- | ----------------- | ----------------- | ----------------- |
| «Тедді»           | «Нетанья»         | «Га-Мошава»       | «Блумфілд»        |
| Місткість: 31,733 | Місткість: 13,610 | Місткість: 11,500 | Місткість: 14,413 |
|                   |                   |                   |                   |

## Судді
- Іван Бебек (Хорватія)
- Сергій Бойко (Україна)
- Антоні Готьє (Франція)
- Павел Гіл (Польща)
- Овідіу Гацеган (Румунія)
- Матей Юг (Словенія)

## Груповий етап
На першому етапі вісім команд, розділені на дві групи по чотири команди, де кожна команда гратиме одну гру проти будь-якої іншої команди у своїй групі. За перемогу команди отримають три очки, за нічию — одне очко і за поразку — жодного очка. Команди, що зайняли перше і друге місце у своїх групах, здобудуть право виступати у півфіналі.

### Група A
| Команда  | І | В | Н | П | ЗМ | ПМ | РМ | О |
| -------- | - | - | - | - | -- | -- | -- | - |
| Італія   | 3 | 2 | 1 | 0 | 6  | 1  | +5 | 7 |
| Норвегія | 3 | 1 | 2 | 0 | 6  | 4  | +2 | 5 |
| Ізраїль  | 3 | 1 | 1 | 1 | 3  | 6  | −3 | 4 |
| Англія   | 3 | 0 | 0 | 3 | 1  | 5  | −4 | 0 |

| 5 червня 2013 19:00 |

| Ізраїль                        | 2–2      | Норвегія                 |
| ------------------------------ | -------- | ------------------------ |
| Бітон 16' (пен.) Турджеман 71' | Протокол | Педерсен 24' Сінгх 90+2' |

| «Нетанья», Нетанья Глядачів: 10,850 Арбітр: Павел Гіл (Польща) |

| 5 червня 2013 21:30 |

| Англія | 0–1      | Італія      |
| ------ | -------- | ----------- |
|        | Протокол | Інсіньє 79' |

| «Блумфілд», Тель-Авів Глядачів: 10,660 Арбітр: Антоні Готьє (Франція) |

| 8 червня 2013 19:00 |

| Англія            | 1–3      | Норвегія                             |
| ----------------- | -------- | ------------------------------------ |
| Доусон 57' (пен.) | Протокол | Семб Берге 15' Бергет 34' Ейкрем 52' |

| «Га-Мошава», Петах-Тіква Глядачів: 6,150 Арбітр: Сергій Бойко (Україна) |

| 8 червня 2013 21:30 |

| Італія                                        | 4–0      | Ізраїль |
| --------------------------------------------- | -------- | ------- |
| Сапонара 18' Габб'ядіні 42', 53' Флоренці 71' | Протокол |         |

| «Блумфілд», Тель-Авів Глядачів: 13,750 Арбітр: Овідіу Гацеган (Румунія) |

| 11 червня 2013 19:00 |

| Ізраїль   | 1–0      | Англія |
| --------- | -------- | ------ |
| Кріаф 80' | Протокол |        |

| «Тедді», Єрусалим Глядачів: 22,183 Арбітр: Сергій Бойко (Україна) |

| 11 червня 2013 19:00 |

| Норвегія              | 1–1      | Італія           |
| --------------------- | -------- | ---------------- |
| Страндберг 90' (пен.) | Протокол | Бертолаччі 90+4' |

| «Блумфілд», Тель-Авів Глядачів: 7,130 Арбітр: Іван Бебек (Хорватія) |

### Група В
| Команда    | І | В | Н | П | ЗМ | ПМ | РМ | О |
| ---------- | - | - | - | - | -- | -- | -- | - |
| Іспанія    | 3 | 3 | 0 | 0 | 5  | 0  | +5 | 9 |
| Нідерланди | 3 | 2 | 0 | 1 | 8  | 6  | +2 | 6 |
| Німеччина  | 3 | 1 | 0 | 2 | 4  | 5  | −1 | 3 |
| Росія      | 3 | 0 | 0 | 3 | 2  | 8  | −6 | 0 |

| 6 червня 2013 19:00 |

| Іспанія    | 1–0      | Росія |
| ---------- | -------- | ----- |
| Мората 82' | Протокол |       |

| «Тедді», Єрусалим Глядачів: 8,127 Арбітр: Матей Юг (Словенія) |

| 6 червня 2013 21:30 |

| Нідерланди                     | 3–2      | Німеччина                  |
| ------------------------------ | -------- | -------------------------- |
| Маєр 24' Вейналдум 38' Фер 90' | Протокол | Руді 47' (пен.) Голтбі 81' |

| «Га-Мошава», Петах-Тіква Глядачів: 10,248 Арбітр: Іван Бебек (Хорватія) |

| 9 червня 2013 19:00 |

| Нідерланди                                             | 5–1      | Росія       |
| ------------------------------------------------------ | -------- | ----------- |
| Вейналдум 38' де Йонг 61' Джон 69' Гусен 83' Фер 90+2' | Протокол | Черишев 65' |

| «Тедді», Єрусалим Глядачів: 8,589 Арбітр: Антоні Готьє (Франція) |

| 9 червня 2013 21:30 |

| Німеччина | 0–1      | Іспанія    |
| --------- | -------- | ---------- |
|           | Протокол | Мората 86' |

| «Нетанья», Нетанья Глядачів: 11,750 Арбітр: Павел Гіл (Польща) |

| 12 червня 2013 19:00 |

| Іспанія                          | 3–0      | Нідерланди |
| -------------------------------- | -------- | ---------- |
| Мората 26' Іско 32' Васкес 90+1' | Протокол |            |

| «Га-Мошава», Петах-Тіква Глядачів: 10,024 Арбітр: Овідіу Гацеган (Румунія) |

| 12 червня 2013 19:00 |

| Росія       | 1–2      | Німеччина                    |
| ----------- | -------- | ---------------------------- |
| Дзагоєв 22' | Протокол | Геррманн 34' Руді 69' (пен.) |

| «Нетанья», Нетанья Глядачів: 9,500 Арбітр: Матей Юг (Словенія) |

## Півфінали
| 15 червня 2013 18:30 |

| Іспанія                             | 3–0      | Норвегія |
| ----------------------------------- | -------- | -------- |
| Родріго 45+1' Іско 87' Мората 90+3' | Протокол |          |

| «Нетанья», Нетанья Глядачів: 12,048 Арбітр: Сергій Бойко (Україна) |

| 15 червня 2013 21:30 |

| Італія     | 1–0      | Нідерланди |
| ---------- | -------- | ---------- |
| Боріні 79' | Протокол |            |

| «Га-Мошава», Петах-Тіква Глядачів: 10,123 Арбітр: Овідіу Гацеган (Румунія) |

## Фінал
| 18 червня 2013 19:00 |

| Італія                  | 2–4      | Іспанія                                   |
| ----------------------- | -------- | ----------------------------------------- |
| Іммобіле 10' Боріні 80' | Протокол | Тьяго 6', 31', 38' (пен.) Іско 66' (пен.) |

| «Тедді», Єрусалим Глядачів: 29,300 Арбітр: Матей Юг (Словенія) |

| Італія | Іспанія |

| ІТАЛІЯ:       |    |                     |     |     |
|               |    |                     |     |     |
| ВР            | 1  | Франческо Барді     |     |     |
| ЗХ            | 2  | Джуліо Донаті       |     |     |
| ЗХ            | 13 | Маттео Б'янкетті    |     |     |
| ЗХ            | 6  | Лука Кальдірола (к) | 71' |     |
| ЗХ            | 19 | Васко Реджині       | 65' |     |
| ПЗ            | 7  | Алессандро Флоренці |     | 58' |
| ПЗ            | 21 | Фаусто Россі        |     |     |
| ПЗ            | 4  | Марко Верратті      | 18' | 76' |
| ПЗ            | 10 | Лоренцо Інсіньє     |     |     |
| НП            | 20 | Фабіо Боріні        |     |     |
| НП            | 9  | Чіро Іммобіле       |     | 58' |
| Заміни:       |    |                     |     |     |
| НП            | 11 | Маноло Габб'ядіні   |     | 58' |
| ПЗ            | 18 | Ріккардо Сапонара   |     | 58' |
| ПЗ            | 23 | Марко Крімі         |     | 76' |
| Тренер:       |    |                     |     |     |
| Девіс Манджіа |    |                     |     |     |

| ІСПАНІЯ:       |    |                       |     |     |
|                |    |                       |     |     |
| ВР             | 1  | Давід де Хеа          |     |     |
| ЗХ             | 2  | Мартін Монтойя        |     |     |
| ЗХ             | 5  | Марк Бартра           |     |     |
| ЗХ             | 6  | Іньїго Мартінес       | 47' |     |
| ЗХ             | 18 | Альберто Морено Перес |     |     |
| ПЗ             | 3  | Асьєр Ільярраменді    |     |     |
| ПЗ             | 10 | Тьяго Алькантара (к)  |     |     |
| ПЗ             | 8  | Коке                  | 12' | 86' |
| ПЗ             | 11 | Крістіан Тельйо       | 27' | 71' |
| ПЗ             | 22 | Іско                  |     |     |
| НП             | 12 | Альваро Мората        |     | 80' |
| Заміни:        |    |                       |     |     |
| НП             | 9  | Родріго               |     | 80' |
| ПЗ             | 14 | Ігнасіо Камачо        |     | 86' |
| ЗХ             | 19 | Ікер Муньяїн          |     | 71' |
| Тренер:        |    |                       |     |     |
| Хулен Лопетегі |    |                       |     |     |

| Помічники арбітра: Роланд Бранднер (Австрія) Венцеслав Тот (Угорщина) Четвертий арбітр: Іван Бебек (Хорватія) |

| Євро-2013 (U-21)  |
| ----------------- |
| Іспанія 4-й титул |

## Команда турніру
Збірна UEFA
| Воротарі        | Захисники          | Півзахисники       | Нападники            |
| Давід де Хеа    | Альберто Морено    | Асьєр Ільярраменді | Альваро Мората       |
| Франческо Барді | Іньїго Мартінес    | Іско               | Родріго              |
| Ер'ян Нюланд    | Марк Бартра        | Коке               | Фабіо Боріні         |
|                 | Мартін Монтойя     | Тьяго Алькантара   | Джорджиніо Вейналдум |
|                 | Лука Кальдірола    | Льюїс Голтбі       | Люк де Йонг          |
|                 | Бруно Мартінс Інді | Марко Верратті     |                      |
|                 | Стефан Страндберг  | Адам Магер         |                      |
|                 |                    | Алан Дзагоєв       |                      |